# Caribische grijze saltator
De Caribische grijze saltator (Saltator olivascens) is een zangvogel uit de familie Thraupidae (Tangaren).

## Verspreiding en leefgebied
De soort komt voor in bossen, struikgewas en moerassen tot een hoogte van 1500 meter.
Deze soort telt drie ondersoorten:
- S. o. plumbeus: noordelijk Colombia.
- S. o. brewsteri: noordoostelijk Colombia, Venezuela (uitgezonderd het zuidoosten) en Trinidad.
- S. o. olivascens: zuidoostelijk Venezuela, de Guyana's en noordelijk Brazilië.